# معهد الصحافة وعلوم الإخبار
معهد الصحافة وعلوم الإخبار هو مؤسسة جامعية تونسية يوجد مقرها الحالي بالضاحية الغربية للعاصمة التونسية وتتبع جامعة منوبة، وهي المؤسسة العمومية الوحيدة التي يتخرج منها الصحافيون.

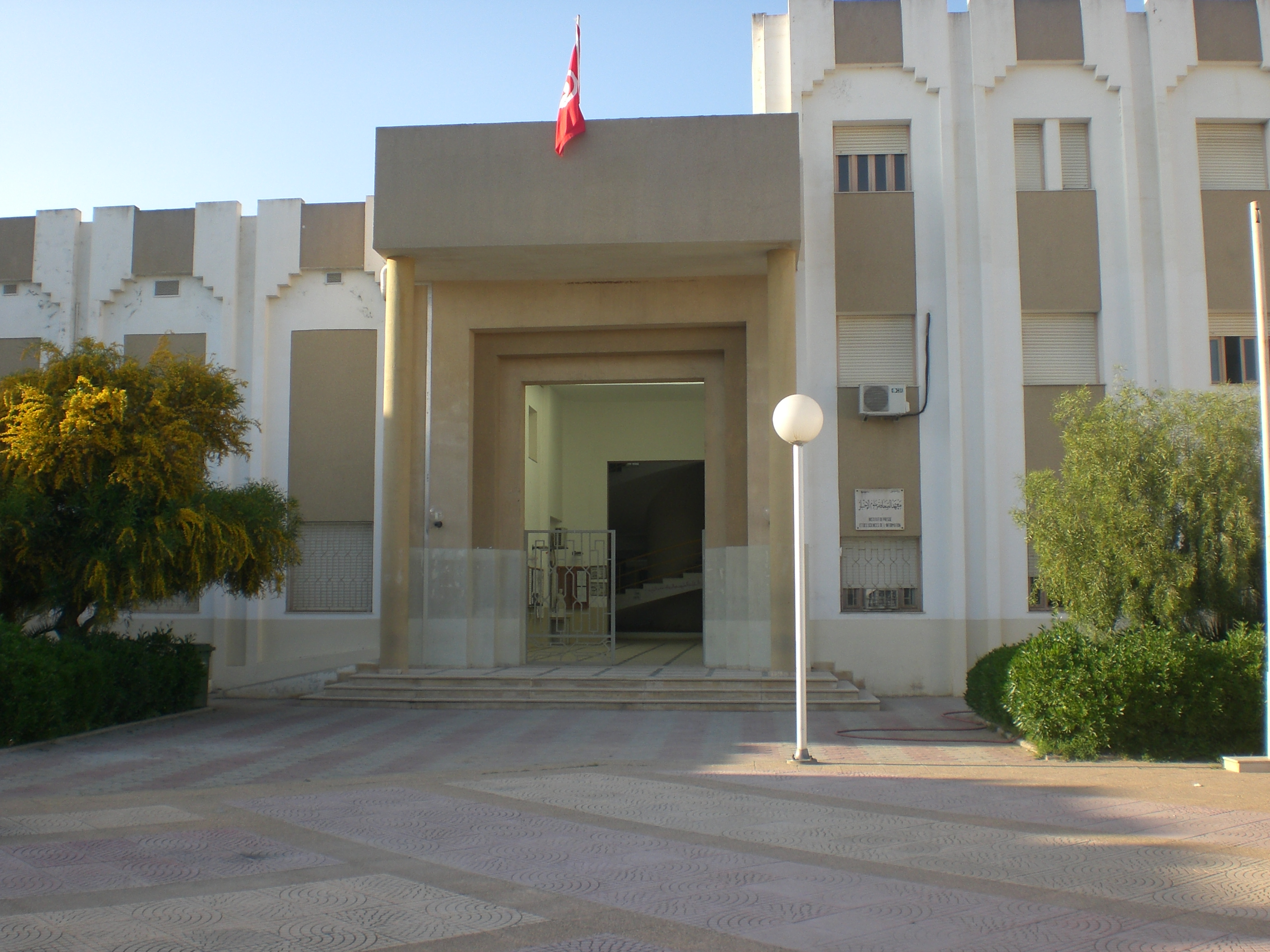
مدخل المعهد بمنوبة

شعار المعهد

## تأسيسه وتطوره
تأسس معهد الصحافة وعلوم الإخبار عام 1968، ومنذ عام 1973 أصبح معهد الصحافة مستقلا بذاته وأصبح منذئذ تابعا لوزارة التربية ثم وزارة تعليم العالي والبحث العلمي منذ بعثها عام 1978. وخلال السنة الدراسية 1992-1993. أصبح التكوين في المعهد يتم في إطار جذع مشترك يشمل كل الطلبة ويدوم سنتين ثم يتفرع إلى شعبتي الصحافة وعلوم الاتصال، تحتم كل واحدة منهما بالأستاذية. وقد تخرج من المعهد حتى اليوم أكثر من 1500 مجاز يعملون بمختلف وسائل الإعلام التونسية وحتى العربية والدولية.

## أرقام
- تطور عدد طلبة المعهد من 793 خلال السنة الدراسية 1999-2000 إلى 2013 خلال السنة الدراسية 2006-2007. 73.5 بالمائة منهم فتيات والبقية ذكور. ويدرس بالمعهد 36 طالبا أجنبيا من بلدان عربية وغيرها من بينهم: 17 من فلسطين، و 5 من اليمن و4 من المغرب و3 من كل من الأردن وموريتانيا درس في المعهد أيضا 17 طالبا عن بعد (عن طريق تقنية الإنترنت)كدفعه واحده تخرج منهم 4 طلاب منهم 2 من (الأردن)و 1 من (العراق)و 1 من (السعودية)...
  - الغيت الدراسة عن بعد في المعهد بعد أن اغلق فرع المعهد في عمان عام 2002.
- ويدرس بالمعهد 71 مدرسا يتوزعون على اختصاصي المعهد كما يلي :

الصحافة: 22 قارون و 27 عرضيون و 4 ملحقون بالمعهد.
الاتـصال: 13 قارون و 03 عرضيون و 2 ملحقون بالمعهد.

## النشر والبحث
- يقوم معهد الصحافة منذ عام 1982 بنشر المجلة التونسية لعلوم الاتصال التي صدر منها حتى الآن: 44 عددا. كما ينشر كتبا ودراسات مونوغرافية وأعمال الملتقيات التي ينظمها الخ.
- كما نظم المعهد عدة ملتقيات علمية يمكن أن نذكر من بينها:

ملتقى الاتصال العمومي : مقاربات، تحولات ورهانات، وقد انعقد يومي 12 و 13 أفريل/نيسان 2007.
تحولات المشهد السمعي البصري العالمي : الاشكاليات الراهنة، وقد انعقد يومي 13 و14 أفريل/نيسان 2006.
يوم دراسي حول التحولات التي تشهدها الصحافة المكتوبة على مستوى الشكل والمضمون، وذلك يوم 22 أفريل/نيسان 2008.
ملتقى دولي حول أخلاقيات الممارسة الصحفية في عالم عربي متحول، وذلك يومي 23 و24 أفريل 2009.

## الخريجون
- نوفل الورتاني، مذيع
- حسني الزغدودي مذيع ومعلق
- ليلى الشايب صحفية ومذيعة تلفزيونية

## رابط
موقع معهد الصحافة.